# Diócesis de Villarrica
La diócesis de Villarrica (en latín: Dioecesis Villaricensis) es una circunscripción eclesiástica de la Iglesia católica en Chile. Se trata de una diócesis latina, sufragánea de la arquidiócesis de la Santísima Concepción. Desde el 7 de febrero de 2009 su obispo es Francisco Javier Stegmeier Schmidlin.

## Territorio y organización
La diócesis tiene 15,544 km² y extiende su jurisdicción sobre los fieles católicos de rito latino residentes en parte de la región de La Araucanía, comprendiendo en la provincia de Cautín las comunas de: Villarrica, Curarrehue, Cunco, Freire, Gorbea, Vilcún, Loncoche, Melipeuco, Padre Las Casas, Pitrufquén, Pucón, Puerto Saavedra, Teodoro Schmidt y Toltén. Comprende además en la provincia de Valdivia de la región de Los Ríos las comunas de: San José de la Mariquina, Panguipulli, Lanco y Máfil.
La sede de la diócesis se encuentra en la ciudad de Villarrica, en donde se halla la Catedral del Sagrado Corazón de Jesús, que originalmente estaba dedicada a Santa Teresita de Lisieux.
En 2020 en la diócesis existían 30 parroquias agrupadas en 5 decanatos: Norte, Centro, Cordillera, San Pedro de la Costa y Sur.

## Historia
En 1848 la Santa Sede erigió la prefectura apostólica de la Araucanía, con sede en San José de la Mariquina, como una jurisdicción de los padres capuchinos, sin separar su territorio de las diócesis Ancud ni de Concepción.
La prefectura apostólica de la Araucanía fue erigida formalmente el 16 de julio de 1901 con el decreto Quum ad majus de la Congregación de Propaganda Fide, obteniendo el territorio de la diócesis de Concepción (hoy arquidiócesis). En 1904 arribaron los primeros capuchinos italianos. El 10 de julio de 1907 obtuvo el reconocimiento del Estado chileno mediante decreto n.º 931 del presidente de la República de Chile Pedro Montt.
El 28 de marzo de 1928 la prefectura apostólica fue elevada a vicariato apostólico en virtud del breve Sublimi veluti del papa Pío XI. La sede se trasladó a Villarrica. El 28 de marzo de 1928 fue nombrado vicario apostólico Guido Beck de Ramberga.
El 8 de julio de 1944 cedió una porción de territorio para la erección de la diócesis de Valdivia mediante la bula Apostolicis sub plumbo Litteris del papa Pío XII.
En 1957 fue nombrado obispo coadjutor del vicariato apostólico de la Araucanía Guillermo Carlos Hartl de Laufen, consagrado obispo en el templo San Francisco de la ciudad de Valdivia. Tras la muerte de Guido Beck, el obispo coadjutor asumió el gobierno del vicariato apostólico por 20 años, hasta su muerte el 6 de febrero de 1977, quedando la sede del vicariato apostólico vacante hasta diciembre de 1977 cuando el papa Pablo VI nombró como vicario apostólico de la Araucanía a Sixto José Parzinger Foidl.
El 5 de enero de 2002, como resultado de la bula Studiosam omnino del papa Juan Pablo II cedió la jurisdicción sobre la isla de Pascua a la diócesis de Valparaíso y el vicariato apostólico fue elevado al rango de diócesis y al mismo tiempo asumió su nombre actual.
El 7 de febrero de 2009 el papa Benedicto XVI nombró como obispo de Villarrica a Francisco Javier Stegmeier Schmidlin, quien hasta el momento se desempeñaba como rector del Seminario Mayor Metropolitano de Concepción.

## Estadísticas
Según el Anuario Pontificio 2021 la diócesis tenía a fines de 2020 un total de 279 000 fieles bautizados.
| Año                                                                             | Población            | Población | Población      | Sacerdotes | Sacerdotes    | Sacerdotes    | Bautizados por sacerdote | Diáconos permanentes | Religiosos | Religiosos | Parroquias |
| Año                                                                             | Bautizados católicos | Total     | % de católicos | Total      | Clero secular | Clero regular | Bautizados por sacerdote | Diáconos permanentes | Varones    | Mujeres    | Parroquias |
| ------------------------------------------------------------------------------- | -------------------- | --------- | -------------- | ---------- | ------------- | ------------- | ------------------------ | -------------------- | ---------- | ---------- | ---------- |
| 1950                                                                            | 131 399              | 347 889   | 37.8           | 64         | 24            | 40            | 2053                     |                      | 60         | 135        | 25         |
| 1966                                                                            | 383 949              | 408 766   | 93.9           | 78         | 38            | 40            | 4922                     |                      | 73         | 338        | 28         |
| 1970                                                                            | 330 524              | ?         | ?              | 67         | 30            | 37            | 4933                     |                      | 56         | 305        | 28         |
| 1976                                                                            | 356 152              | 383 771   | 92.8           | 67         | 33            | 34            | 5315                     |                      | 59         | 297        | 29         |
| 1980                                                                            | 385 252              | 422 957   | 91.1           | 60         | 30            | 30            | 6420                     |                      | 59         | 192        | 30         |
| 1990                                                                            | 357 000              | 402 300   | 88.7           | 58         | 37            | 21            | 6155                     |                      | 37         | 266        | 29         |
| 1999                                                                            | 360 000              | 410 000   | 87.8           | 63         | 43            | 20            | 5714                     | 6                    | 28         | 177        | 31         |
| 2000                                                                            | 345 000              | 390 000   | 88.5           | 66         | 46            | 20            | 5227                     | 6                    | 28         | 173        | 30         |
| 2001                                                                            | 345 000              | 395 000   | 87.3           | 66         | 45            | 21            | 5227                     | 6                    | 28         | 178        | 30         |
| 2002                                                                            | 345 000              | 397 000   | 86.9           | 67         | 46            | 21            | 5149                     | 6                    | 27         | 174        | 30         |
| 2003                                                                            | 345 000              | 395 000   | 87.3           | 60         | 42            | 18            | 5750                     | 6                    | 24         | 170        | 30         |
| 2004                                                                            | 270 000              | 385 000   | 70.1           | 60         | 42            | 18            | 4500                     | 6                    | 24         | 166        | 30         |
| 2010                                                                            | 281 000              | 401 000   | 70.1           | 53         | 36            | 17            | 5301                     | 13                   | 24         | 207        | 30         |
| 2014                                                                            | 291 000              | 416 000   | 70.0           | 47         | 33            | 14            | 6191                     | 16                   | 21         | 193        | 29         |
| 2017                                                                            | 250 400              | 419 064   | 59.8           | 45         | 31            | 14            | 5564                     | 25                   | 29         | 215        | 30         |
| 2020                                                                            | 279 000              | 429 000   | 65.0           | 45         | 30            | 15            | 6200                     | 21                   | 16         | 148        | 30         |
| Fuente: Catholic-Hierarchy, que a su vez toma los datos del Anuario Pontificio. |                      |           |                |            |               |               |                          |                      |            |            |            |

## Episcopologio
- Guido Benedikt Beck de Ramberga, O.F.M.Cap. † (20 de enero de 1925 - 5 de marzo de 1958)
- Carlos Guillermo Hartl de Laufen, O.F.M.Cap. † (5 de marzo de 1958 por sucesión - 6 de febrero de 1977)
- Sixto José Parzinger Foidl, O.F.M.Cap. † (17 de diciembre de 1977 - 7 de febrero de 2009)
- Francisco Javier Stegmeier Schmidlin, desde el 7 de febrero de 2009 - actual.